# 27719 Fast
A 27719 Fast (ideiglenes jelöléssel 1989 SR3) egy kisbolygó a Naprendszerben. Eric Walter Elst fedezte fel 1989. szeptember 26-án.